# Bootsmannsmaatenknoten
Der Bootsmannsmaatenknoten, auch Flaschenknoten genannt, dient zum Befestigen und Transport von Flaschen, Kannen und Krügen und ähnlichen Gegenständen mit einem runden Wulst.

## Anwendung

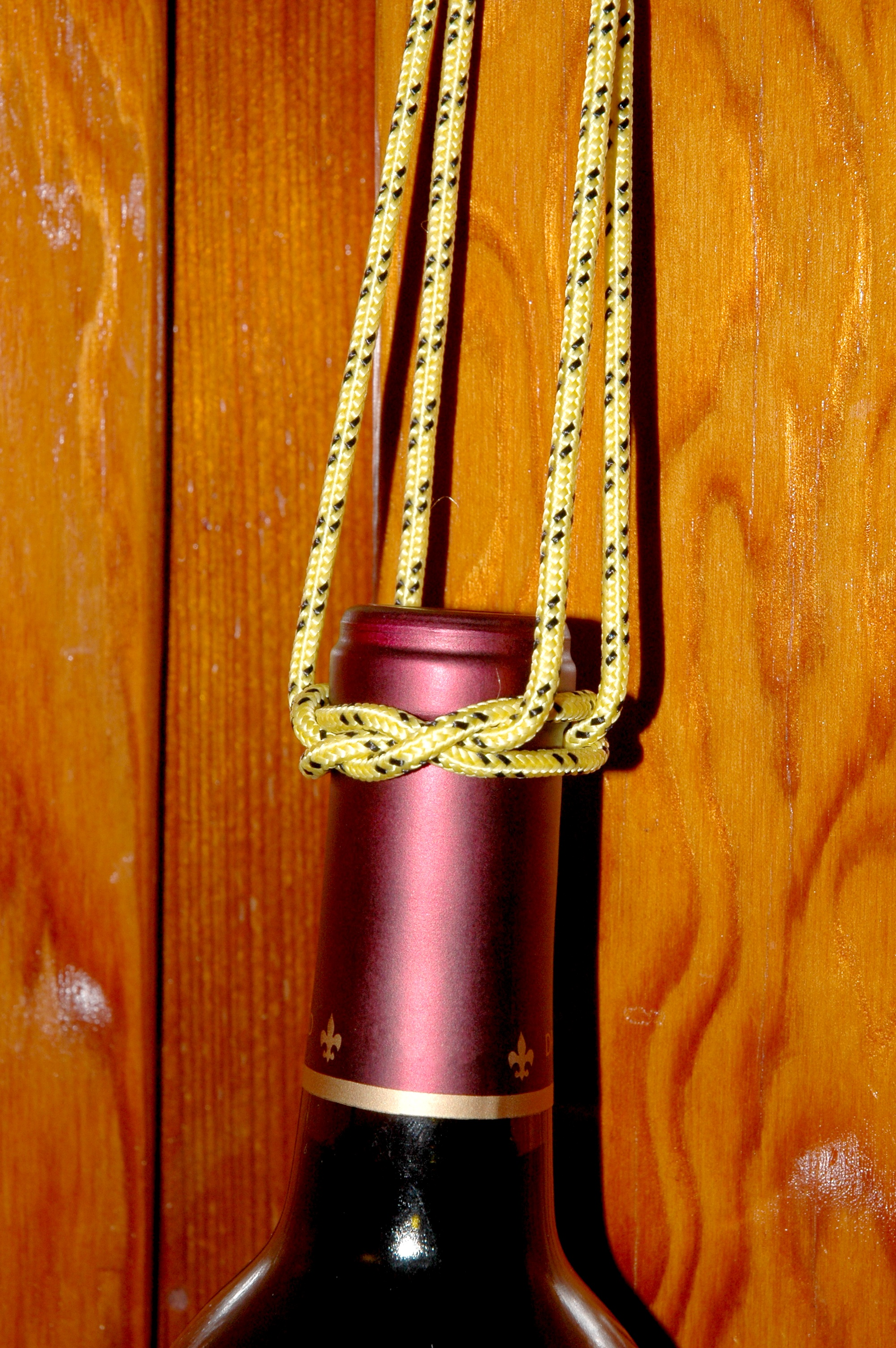
Anwendungsbeispiel

Im Ashley-Buch der Knoten schreibt der Autor Clifford Ashley, dass der Knoten erstmals 1795 von Roding gezeichnet wurde. Er ist bspw. sehr nützlich, um schwere Flaschen, Isoliergläser oder Krüge über weite Strecken zu transportieren. Das Innere des Knotens bildet eine sich zuziehende Schlinge. Wurde in der Antike von mindestens einem Arzt als chirurgische Schlinge und zum Strecken von verrenkten Gliedern verwendet.
Die amerikanischen Cowboys benutzten ihn als Ersatzzaumzeug für Pferde. Die mittleren Buchten wurden ins Maul gesteckt, die äußeren umfassten das Maul, die lange Bucht diente als Halfter und die beiden losen Enden als Zügel.
Eine weitere Anwendung des Knotens ist das Kühlen von Getränkeflaschen in Gewässern.
Man kann ihn aber auch an einem Bändsel verwenden, damit wird die Schlaufe bspw. an einem Segelmesser befestigt und man kann das Bändsel um den Hals hängen.

## Geknüpft mit zwei Strängen
Zuerst wird ein Flaschenknoten geknüpft und dann mit einem zweiten Strang dem ersten nachgefahren.

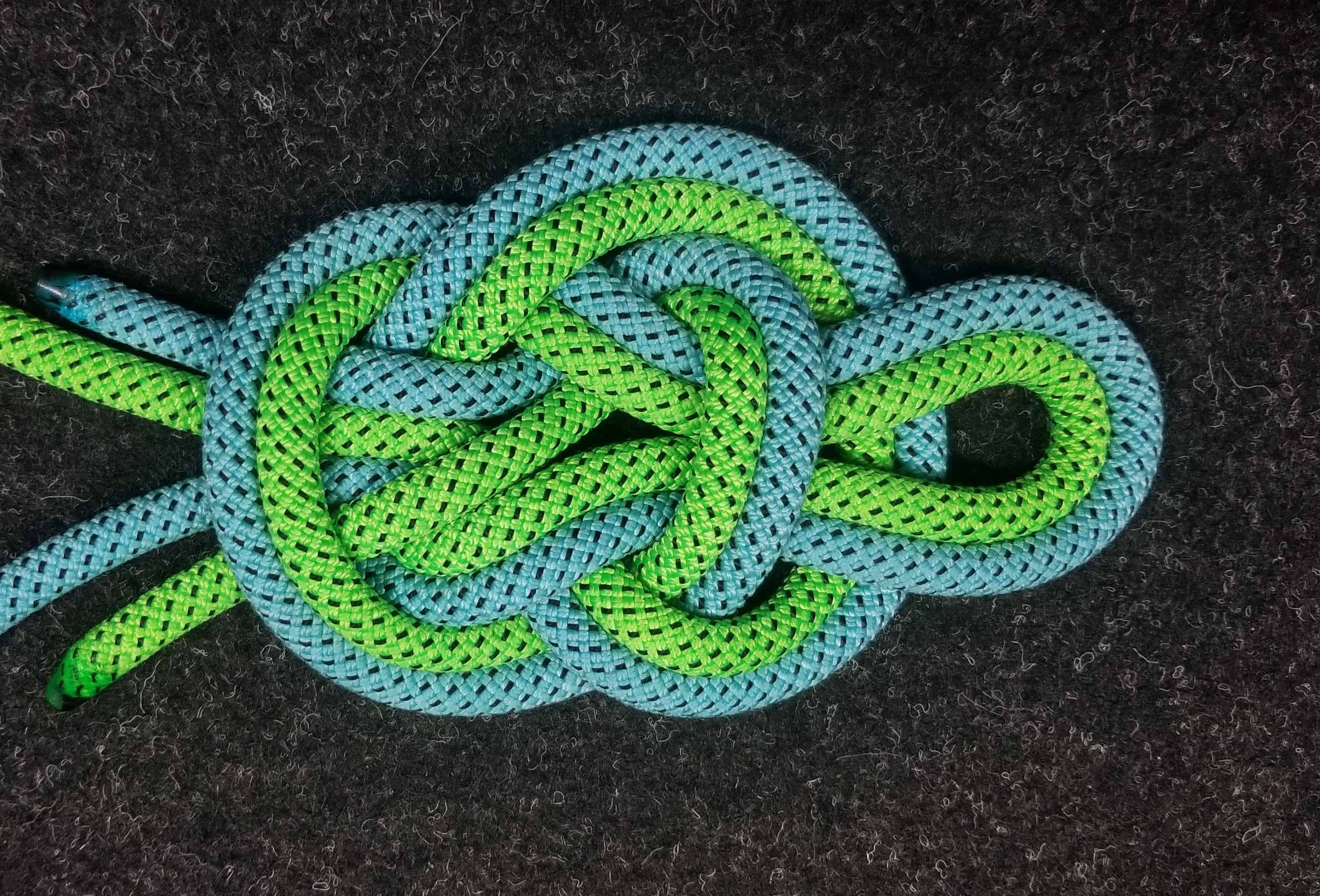
„Bootsmannsmaatenknoten“ mit zwei Strängen. Lässt sich wie der Bootsmannmaatknoten als Zierknoten verwenden.

## Abwandlung

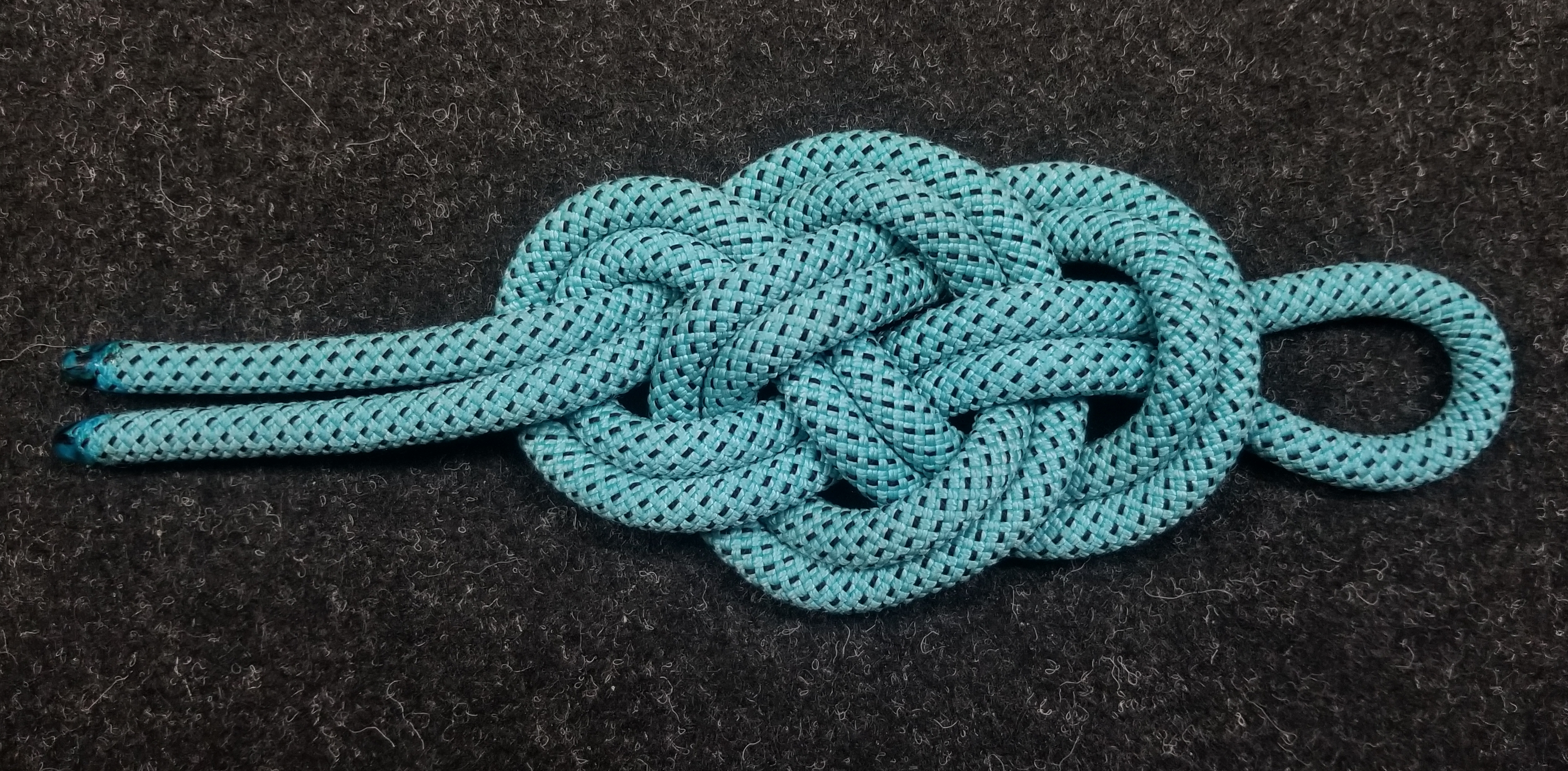
Ähnlich ist der Hohenzollernknoten (auch Bootsmannsmaatknoten genannt). Dies ist auch ein Zierknoten zum Erzeugen einer Schlaufe